# Messier 89
M89 (Messier 89 / NGC 4552) is een elliptisch sterrenstelsel in het sterrenbeeld Maagd (Virgo) gelegen in de Virgocluster. Het stelsel is op 18 maart 1781 ontdekt door Charles Messier.